# 主物权
主物权，是一个法学物权法的概念。
其是不依赖于其他权利而独立存在的物权，与从物权相对。如所有权、地上权（土地承包经营权、建设用地使用权、宅基地使用权）、農育权、永佃权及典权均属于物权体系中的主物权。